# Foxtrot at fifty

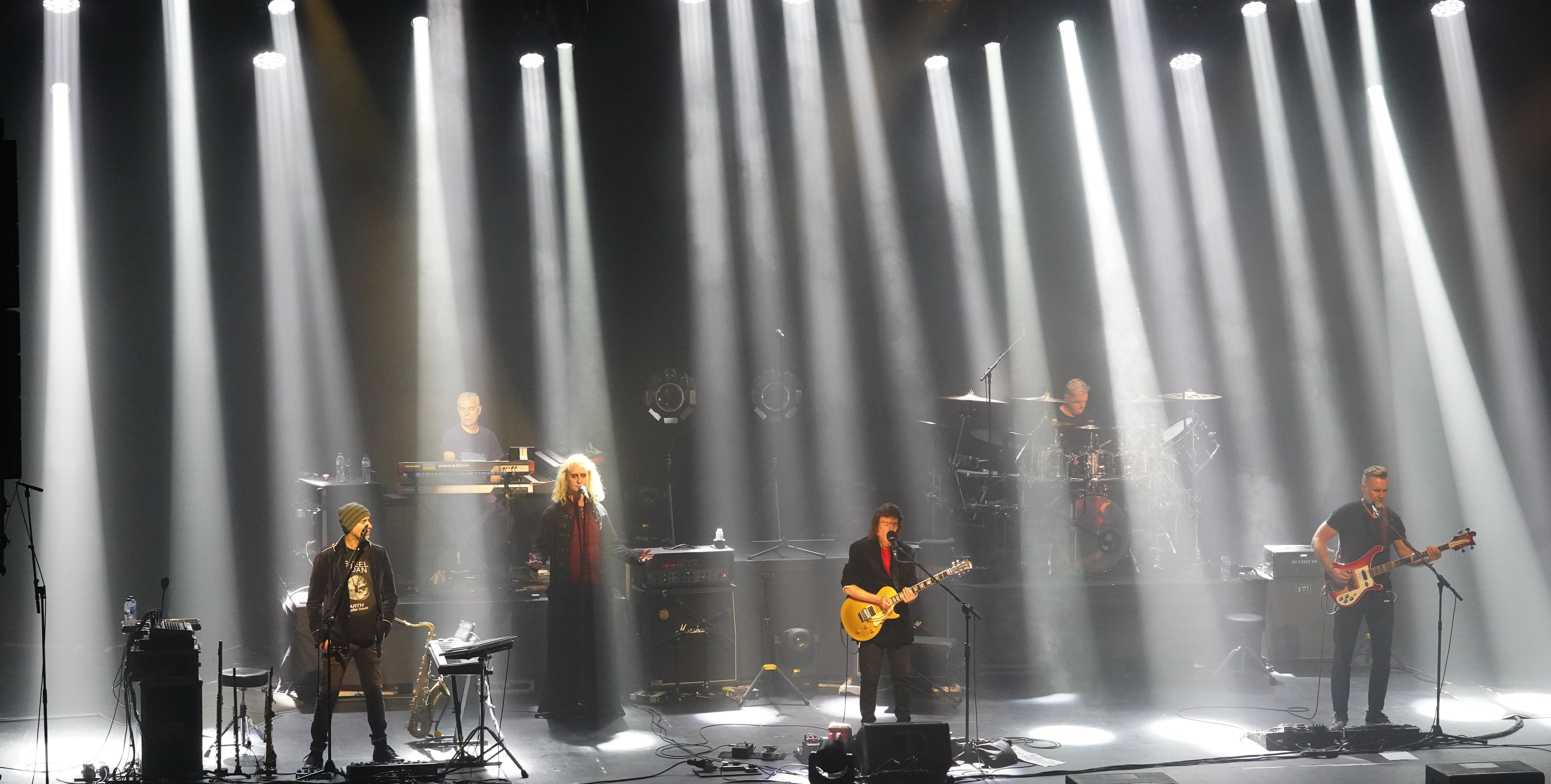
Hackett en band tijdens de concertreeks op 5 oktober 2022 in Southend. Van links naar rechts: Townsend, King, Sylvan, Hackett, Blundell en Reingold; lichteffecten uit In the cage

Foxtrot at fifty & Hackett highlights; Live in Brighton is een livealbum van Steve Hackett en band. 

## Inleiding
Toen Hackett na de coronapandemie weer mocht optreden ging hij verder op de ingeslagen weg. Hij speelde tijdens concerten volledige albums uit zijn Genesisperiode met daaromheen eigen werk van zijn eigen albums, waarvan de reeks in 1975 begon met Voyage of the acolyte. In 2022 wendde hij zich tot het album Foxtrot dat in 1972 werd uitgebracht en dus vijftig jaar (Foxtrot at fifty) oud was. Het album was destijds nooit in haar geheel uitgevoerd, vanwege gebrekkige instrumentarium, techniek etc. Voor wat betreft het langste nummer van dat album en Genesis ooit Supper's ready (hier langer dan 27 minuten) hoefde de band niet opnieuw te repeteren; Hackett speelde dat ook bij de reeks behorend bij Seconds Out. 

## Musici
- Steve Hackett – gitaren, zang
- Roger King – toetsinstrumenten
- Nad Sylvan – zang, tamboerijn
- Craig Blundell – drumstel, percussie, zang
- Rob Townsend – saxofoons, , percussie, zang, toetsen, baspedalen
- Jonas Reingold – basgitaar, baspedalen, akoestische gitaar, zang

Met Amanda Lehmann – zang, gitaar (de vrouw van Hackett)

## Muziek
| Nr. | Titel                    | Duur  |
| --- | ------------------------ | ----- |
| 1.  | Intro-Ace of wands       | 7:20  |
| 2.  | The devil’s cathedral    | 6:51  |
| 3.  | Spectral mornings        | 6:14  |
| 4.  | Every day                | 6:43  |
| 5.  | A tower struck down      | 4:33  |
| 6.  | Basic instincts          | 2:07  |
| 7.  | Camino royale            | 7:54  |
| 8.  | Shadow of the hierophant | 11:34 |
| 9.  | Firth of Fifth           | 13:27 |
| 10. | Los endos                | 7:35  |

Ace of wands, A tower struck down en Shadow of the hierophant zijn afkomstig van genoemd eerste eigen album.

| Nr. | Titel                           | Duur  |
| --- | ------------------------------- | ----- |
| 1.  | Watcher of the skies            | 8:25  |
| 2.  | Time table                      | 5:03  |
| 3.  | Get 'em out by friday           | 8:27  |
| 4.  | Can-utility and the coastliners | 6:06  |
| 5.  | Horizons                        | 2:22  |
| 6.  | Supper's ready                  | 27:29 |

De volgorde is anders dan gespeeld tijdens concert. Toen werd de muziek van Foxtrot ingepast tussen Shadow en Firth of Fifth. De bijgeleverde dvd laat de juiste volgorde zien. Los endos is al jaren het afsluitstuk van Hacketts (Genesis-)concerten.